# Norbert Jacques
Norbert Jacques (Luxemburgo, 6 de junho de 1880 – Coblença, 15 de maio de 1954) foi um escritor e roteirista luxemburguês de língua alemã. Tornou-se célebre por ter criado o personagem do Dr. Mabuse, levado ao cinema pelo diretor Fritz Lang. O trabalho de Jacques teve enorme impacto no cinema alemão, sendo ele creditado como autor de 16 filmes feitos entre 1922 e 1990.

## Romances
- Dr. Mabuse, der Spieler (1921)
- Mabuses Kolonie (1930, fragmento)
- Das Testament des Dr. Mabuse (1932)

## Filmografia
- Dr. Mabuse, der Spieler (1922)
- O Testamento do Dr. Mabuse (1933)
- Scotland Yard jagt Dr. Mabuse (1963)
- Dr. M (1990)